# Premierzy Aruby

## Lista premierówAruby
| Osoba | Osoba                         | Osoba   | Kadencja             | Kadencja             | Partia polityczna       |
| #     | Imię i Nazwisko               | Portret | Od                   | Do                   | Partia polityczna       |
| ----- | ----------------------------- | ------- | -------------------- | -------------------- | ----------------------- |
| 1     | Henny Eman (1948–2025)        |         | 1 stycznia 1986      | 9 lutego 1989        | Arubańska Partia Ludowa |
| 2     | Nelson Orlando Oduber (1947–) |         | 9 lutego 1989        | 29 lipca 1994        | Wyborczy Ruch Ludowy    |
| (1)   | Henny Eman (1948–2025)        |         | 29 lipca 1994        | 30 października 2001 | Arubańska Partia Ludowa |
| (2)   | Nelson Orlando Oduber (1947–) |         | 30 października 2001 | 30 października 2009 | Wyborczy Ruch Ludowy    |
| 3     | Mike Eman (1961–)             |         | 30 października 2009 | 17 listopada 2017    | Arubańska Partia Ludowa |
| 4     | Evelyn Wever-Croes (1966–)    |         | 17 listopada 2017    | nadal                | Wyborczy Ruch Ludowy    |